# سوزان هیلگر
سوزان هیلگر (به انگلیسی: Susanne Hilger) (زادهٔ ۱۸ آوریل ۱۹۵۸) شناگر اهل آلمان است.